# 鄧飛
鄧 飛（とうひ、拼音: Deng Fei）は、中国の小説で四大奇書の一つである『水滸伝』の登場人物。第44回に登場。
梁山泊第四十九位の好漢。地闔星の生まれ変わり。渾名は火眼狻猊（）で、火眼は赤い目、狻猊は伝説上の動物「竜生九子」の一つ（ほぼ獅子（ライオン）に相当）から由来する。両目が赤いのは人肉を食していたからだという。鉄鏈（鉄鎖）の名手で、元は飲馬川で裴宣・孟康らとともに盗賊であった。楊林とは昔なじみ。

## 生涯
蓋天軍襄陽府の出身。もとは錦豹子・楊林らと盗賊仲間であったが、のち飲馬川で玉幡竿・孟康と組んで盗賊を始める。後に無実の罪で沙門島へ流刑となり、飲馬川附近を護送される途中だった鉄面孔目・裴宣を連れ去って首領に迎え、自らは第二位の頭領となった。
いっぽう、梁山泊では故郷の薊州に帰ったまま戻ってこない公孫勝を迎えに行くため、戴宗が派遣される。その途中、楊林と知り合った戴宗は、そのつてで飲馬川の三頭領と知り合い、意気投合する。その後戴宗は薊州へ向かうが結局公孫勝の消息はつかめず、帰路三頭領を梁山泊へ誘い、三人は応諾して梁山泊に上った。
その後、梁山泊と祝家荘との合戦が起きると、鄧飛も将として出陣、先鋒に加わる。しかし、敵を深追いして伏兵に捕らえられた秦明を救うため出撃したところ、同様に祝家荘軍に捕らわれてしまう。やがて祝家荘へ援軍として現れた（実際には梁山泊と内通していた）孫立らが入城すると、その中にいた旧知の鄒淵の姿を見てほくそ笑む。やがて攻め寄せた梁山泊軍に孫立らが内応すると、鄧飛も場内で暴れ回り、祝家荘は陥落した。
その後も、高唐州攻め、曽頭市攻め、北京攻め、東昌府攻めなど梁山泊軍の外征には、馬軍の将として必ず加わり、戦功を立てた。百八星が勢揃いした際には、馬軍の小彪将兼斥候頭領の第十六位として軍務につく。その後、大遼征伐などでも活躍するが、最後の戦となった方臘征伐における杭州攻めにおいて、敵将石宝に倒された索超の救援を試みたものの、逆に石宝によって斬られ、死亡した。